# العودة إلى المنزل تحت المطر
العودة إلى المنزل تحت المطر عبارة عن مجموعة من القصص القصيرة باللغة الإنجليزية للكاتبة الهندية مونديبا ساهو. صدر الكتاب في ٢٢ مايو عام ٢٠١٦م في بوبانسوار.
الكتاب عبارة عن مجموعة من أربع عشرة قصة بأطوال مختلفة.  تم وصف القصص على أنها "الأشخاص والمواقف اليومية يكشفون عن جوانب استثنائية.
ذكر المؤلف في مقابلة مع ذا نيو انديان إكسبريس  «الوحدة بالحياة في المدن الكبيرة؛  أهوال الحرب  الحب والخسارة والشوق والأمل؛  تعد النزاهة الفنية مقابل النجاح التجاري من بين الموضوعات المتنوعة في القصص». كان هدف المؤلف في هذه القصص هو الكشف عن وجهات نظر عديدة لحياة الإنسان من خلال القصص القصيرة.